# بيتر جاي موراي
بيتر جاي موراي (بالإنجليزية: Peter J. Murray)‏ هو مدرس بريطاني، ولد في 1951.